# 普賢寺 (葛飾区)
普賢寺（ふげんじ）は、東京都葛飾区にある真言宗豊山派の寺院。

## 概要
平安時代末期、葛西清重の開基である。その後の戦乱で伽藍は焼失したが、1283年（弘安6年）に法空によって中興した。
北条氏や千葉氏の庇護の下、順調に発展していったが、1538年（天文7年）の国府台合戦の戦火により再び焼失、1597年（慶長2年）になり斎海によって中興された。
境内には、宝篋印塔がある。『新編武蔵風土記稿』に記述があるほど古くから知られた存在で、1968年（昭和43年）に東京都の有形文化財に指定されている。

## 交通アクセス
- お花茶屋駅より徒歩13分（経路案内）。